# Федеральный резервный банк Чикаго
Федеральный резервный банк Чикаго (англ. Federal Reserve Bank of Chicago; Chicago Fed) — один из 12 резервных банков США, входящих в Федеральную резервную систему. Расположен в Чикаго, в штате Иллинойс.

## Описание
Резервный банк Ричмонда является штаб-квартирой Седьмого округа Федеральной резервной системы, который включает в себя северные части Иллинойса и Индианы, южный Висконсин, Нижний полуостров Мичигана и штат Айова. У Банка есть отделение в Детройте.

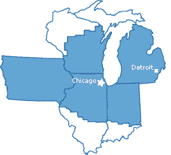
Карта Седьмого округа ФРС с указанными на ней штаб-квартирой и отделением Банка

Президентом и главным исполнительным директором Банка Чикаго с 1 сентября 2007 года является Чарльз Л. Эванс
Здание Банка было построено в 1920-22 гг. и находится по адресу 230 S LaSalle Street в Чикаго. В здании Банка расположен Музей денег (англ. Money Museum).